# Truyền thuyết gọi số 999 để sạc pin điện thoại
Truyền thuyết  gọi số 999 để sạc pin điện thoại là một truyền thuyết đô thị kể rằng nếu điện thoại di động sắp hết pin thì việc  gọi số 999 (hoặc bất kỳ số điện thoại khẩn cấp nào trong khu vực) sẽ sạc điện thoại để điện thoại có nhiều pin hơn. Điều này đã được xác nhận là không đúng sự thật bởi một số lực lượng cảnh sát Anh đã tuyên bố sự nguy hiểm của việc thực hiện các cuộc gọi như vậy.

## Cơ sở niềm tin
Cơ sở cho niềm tin này vốn đến từ một tính năng của dòng điện thoại BlackBerry: nếu mức pin quá thấp, điện thoại sẽ tự động khóa các tính năng của điện thoại và tắt sóng điện thoại đối với tất cả các cuộc gọi ngoại trừ các cuộc gọi khẩn cấp. Mọi người phát hiện nếu bấm số 999 rồi lập tức cúp máy, điện thoại sẽ bị mất hiệu lực tắt nguồn trong vài phút để có thể gọi số.

## Phản ứng
Niềm tin dường như bắt nguồn từ các diễn đàn BlackBerry vào khoảng năm 2012. Vào năm 2013, Sở cảnh sát Derbyshire đã phát hành một thông cáo báo chí tuyên bố với mọi người rằng "không thể tin vào tuyên bố gọi số 999 sẽ sạc pin". Họ tuyên bố đối với mỗi cuộc gọi số 999 im lặng hoặc bị nháy máy, các tổng đài viên phải gọi lại cho người đó để đảm bảo không có trường hợp khẩn cấp. Những cuộc gọi im lặng này thường làm lãng phí thời gian của cảnh sát và có khả năng chặn cuộc gọi lại đối với các trường hợp có khẩn cấp thực sự. Cảnh sát Bedfordshire cũng đưa ra thông tin yêu cầu mọi người không gọi 999 trừ trường hợp khẩn cấp vì họ tuyên bố rằng trong sáu tháng cuối năm 2013, số lượng cuộc gọi 999 lừa bịp đã gia tăng từ những người tin vào truyền thuyết đô thị này. Nhiều nguồn tin khác nhấn mạnh các thông cáo báo chí này bằng cách nói việc sử dụng sai mục đích khi gọi số 999 là bất hợp pháp. Họ cũng tuyên bố rằng cảnh sát có thể ngắt kết nối điện thoại được sử dụng nếu lạm dụng dịch vụ gọi số 999.
Một niềm tin liên quan đến truyền thuyết này xảy ra vào năm 2015, bắt nguồn từ việc yêu cầu trợ lý ảo Siri trên iPhone "Sạc điện thoại của tôi đến 100%" sẽ khiến điện thoại gọi đến các dịch vụ khẩn cấp như một mã an toàn bí mật. Sau đó, điều này được cho là bắt nguồn từ một lỗi trong lập trình của Apple, tuy nhiên đã được sửa trong vòng một ngày. Câu chuyện mang tính hoang đường này tiếp tục lan truyền trên mạng xã hội như một trò đùa.